# Protonemura teberdensis
Protonemura teberdensis is een steenvlieg uit de familie beeksteenvliegen (Nemouridae). De wetenschappelijke naam van de soort is voor het eerst geldig gepubliceerd in 1958 door Zhiltzova.